# Limpa tipos

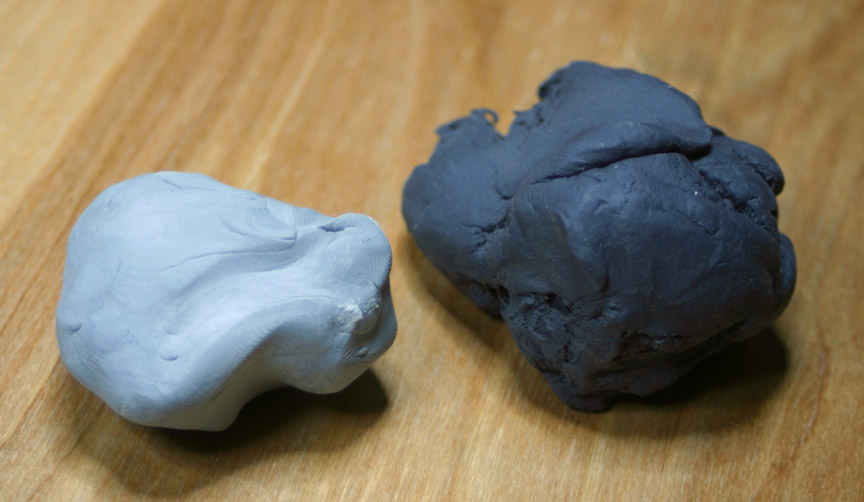
A esquerda: Uma borracha miolo de pão mais nova.
A direita: Uma já mais usada, fica escura devido a acumulação de grafite e carvão

O limpa-tipos (ou miolo de pão, massa pão, e borracha putty) é uma borracha maleável, geralmente cinzenta, mais usada em lápis de grafite e carvão.

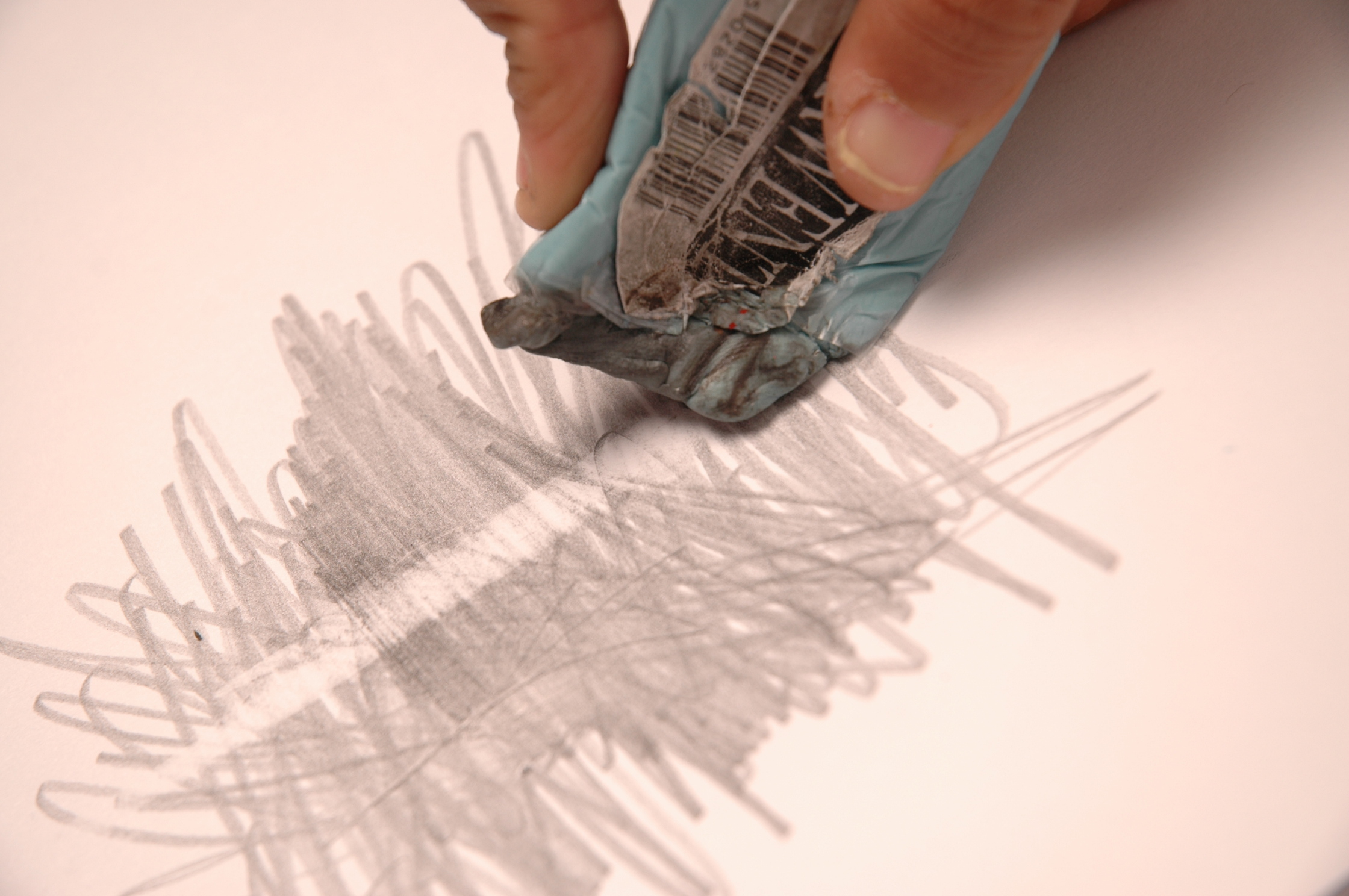
Porção de grafite removida por uma massa pão.

O limpa-tipos é usado por desenhistas para apagar falhas ou delimitar áreas de luz em retratos ou caricaturas, absorvendo parte do grafite e consegue apagar os traços feitos pelo lápis. Também pode ser utilizado para retirar defeitos em pastel (arte) e carvão. No entanto, podem borrar o papel se estiverem quentes ou se já forem muito usadas.
Pode ser mudada de forma para mais precisão no detalhe. Embora não ser indicada para trabalhar em grandes areas, varias borrachas podem ser combinadas numa.
Do ponto de vista químico, o limpa-tipos é feito a partir de óleos vegetais (colza) vulcanizados, dióxido de titânio, pedra-pomes em pó fino, carbonato de cálcio e negro de carbono.